# Eugenia capuli
Eugenia capuli là một loài thực vật có hoa trong Họ Đào kim nương. Loài này được (Schltdl. & Cham.) Hook. & Arn. mô tả khoa học đầu tiên năm 1841.